# Nos loisirs
Nos loisirs est un magazine culturel français, le supplément dominical illustré publié à Paris par Le Petit Parisien à partir de juillet 1906. Le titre disparaît en janvier 1940.

## Histoire du support
Lancé sous le titre complet de Nos loisirs, le journal-revue de la famille dans l'édition du jeudi soir, mais daté dimanche 1er juillet 1906, sous un format A4 et un cahier de 32 pages au prix de 5 centimes (puis de 10 centimes dès le numéro 2), ce périodique est un supplément du groupe de presse Le Petit Parisien dirigé par Jean Dupuy. Le siège est au 16-18 de la rue d'Enghien. Il se dit « le plus complet et le meilleur marché », et affiche contenir « pas une ligne pas une gravure qui ne soit intéressante ». Le 4 juillet, dans Le Petit Parisien, la rédaction affirme avoir diffusé plus d'un million d'exemplaires : une bonne partie est envoyée gratuitement au titre de l'abonnement, afin d'en assurer la promotion.
L'impression est faite sur rotative et sur papier pelure de basse qualité, avec couverture en couleurs par photogravure : le contenu est en noir et blanc, avec beaucoup d'illustrations dessinées et de clichés photographiques, seuls les numéros de Pâques et Noël utilisent la bichromie et la quadrichromie.
Durant les deux premières années, chaque couverture est une illustration originale commandée à un artiste, qui apparaît en général dans un style art nouveau soit plus dépouillé, généralement gravée par Armand Laureys (1867-1925). Autour du 19 février 1911, Nos loisirs commence à changer le graphisme de sa couverture, alternant dessins (de Rapeño ou Gaumet) et de curieux portraits de femmes signés par le catalan Manuel Feliu de Lemus ; les pages intérieures, elles, laissent la place à de plus en plus de clichés photo.
Sur le plan rédactionnel, l'axe est mis sur l'humour, des textes courts (histoires amusantes, nouvelles, curiosités scientifiques, jeux, etc.). On note durant les premières semaines la présence d'énigmes en images signées Émile Cohl, ainsi que la reprise de textes littéraires courts d'auteurs comme Guy de Maupassant, par exemple ; plus tard, suivront des nouvelles dans le genre policier, exotique, frisson, fantastique, voire scientifico-post apocalyptique tel Un Monde sur le monde de Jules Perrin et Henri Lanos. Après Pâques 1912, un supplément, Nos loisirs littéraire est vendu en plus, puis intégré. Les pages de publicités augmentent au fil des années pour finir à 6 pages en moyenne. Par ailleurs, des contes pour enfants illustrés par Alfredo Vaccari sont publiés en tirés à part et vendus 10 centimes.
Nos loisirs s'interrompt avec le début de la Première Guerre mondiale, le 9 août 1914 après 423 numéros sur une couverture signée Poulbot, puis renaît en juillet 1919, la formule change et devient bimensuelle, sous-titrée « la revue littéraire moderne », tandis que l'illustration pleine page de couverture est réduite à la taille d'une vignette.
En 1920, la formule évolue à nouveau, et devient Nos loisirs, revue de la femme et du foyer, la couverture devient une pleine page illustrée d'une composition dessinée, représentant en général une femme. En 1929, le siège parisien est signalé au 1 de la rue Clapeyron avec un prix de vente qui s'élève à 4 francs.
De 1932 à avril 1937, Nos loisirs contient les mêmes pages que Le Miroir de Paris, devenu à partir de 1935, Le Miroir du jour, titres appartenant au groupe Le Petit Parisien.
Le titre disparaît en janvier 1940.

## Principaux contributeurs

### Écrivains
Les textes publiés dans Nos loisirs sont en grande majorité des fictions : nouvelle (ou conte, appelé parfois « fantaisie »), roman, traduit de l'anglais ou rédigé en français, découpé en feuilletons sur plusieurs mois. Un quart du magazine est réservé au billet et à du document de type reportage ou enquête.
- Alphonse Allais[3]
- Tristan Bernard
- René Boylesve
- Alfred Capus
- Georges Casella (1881-1922)
- Jules Clarétie
- Colette[4]
- Arthur Conan Doyle[5]
- Georges Courteline
- James Oliver Curwood[6]
- Albert Dauzat
- Georges d'Esparbès
- Maurice Dekobra
- Paul Ginisty
- Aimé Giron
- Urbain Gohier (billet)
- Ludovic Halévy
- Anthony Hope
- Hesketh-Prichard (en) (1876–1922)[7]
- Rudyard Kipling
- Léon Lafage
- Léo Larguier
- Gabriel de Lautrec
- Maurice Leblanc
- Camille Lemonnier
- Maurice Level
- Valentin Mandelstamm
- Paul et Victor Margueritte
- Octave Mirbeau
- Louis Pergaud
- Edmond Pilon
- Arthur Quiller-Couch[8]
- Mary Roberts Rinehart
- J.-H. Rosny
- Valentino Rossi-Sacchetti[9]
- Séverine (billet, 1906)
- Guy de Téramond
- Mark Twain
- Clément Vautel
- H. G. Wells
- Léon Xanrof

### Illustrateurs

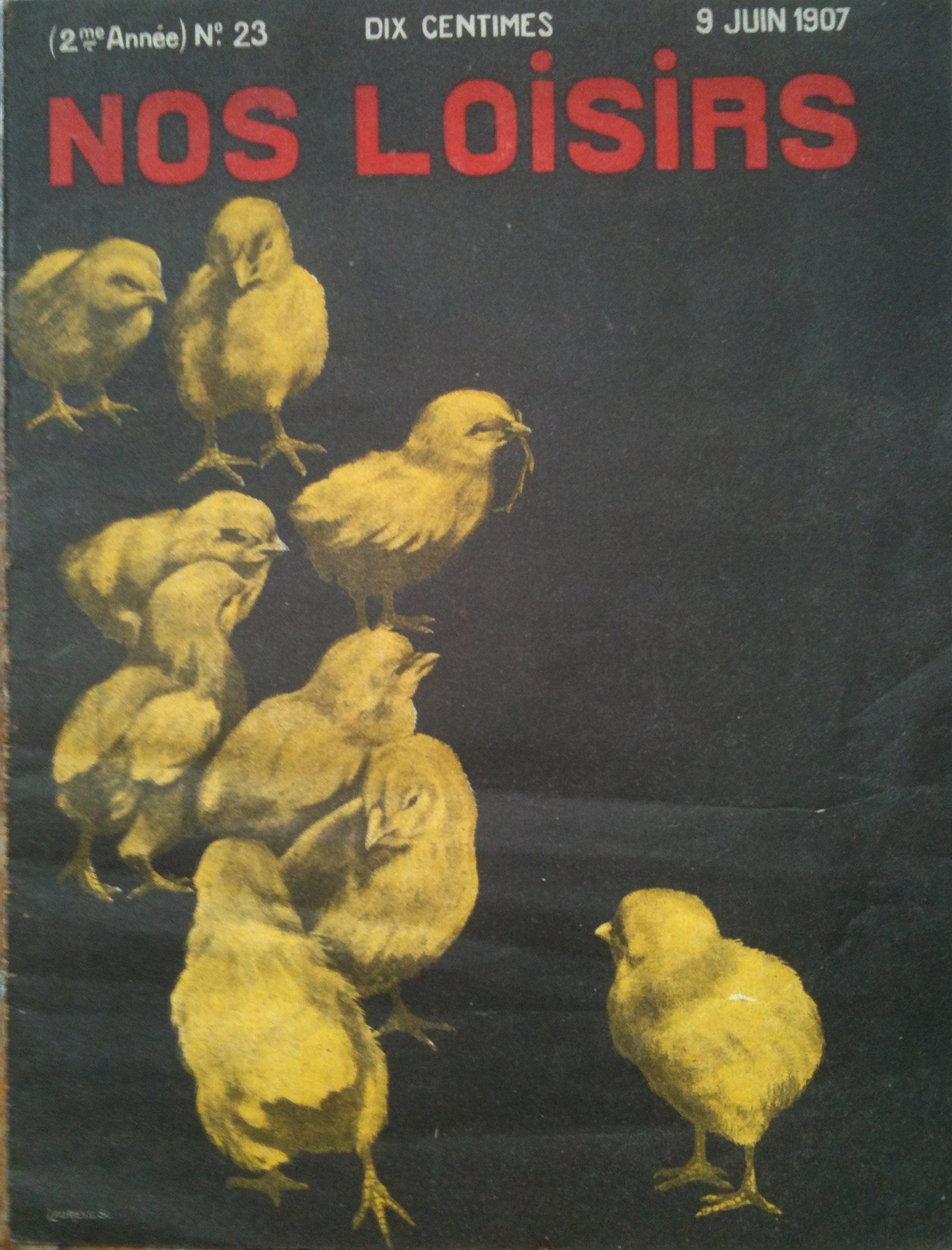
Couverture du 9 juin 1907 par Jacques Nam.

#### Couverture
- Aesbrous
- Alex[10]
- René Berti
- Henri Boutet
- Émile Brod (1882-1974)
- Paul Carrey
- A. Delierre
- Geo Dorival
- Charles-Paul Dufresne
- Harry Eliott (1882-1959)
- Fabien Fabiano
- Manuel Feliu de Lemus
- Henry Fournier (Hy Fournier)
- Gustave Fraipont
- Géo Gaumet (1891-1957)
- Fernand-Louis Gottlob
- Augustin Grass-Mick
- P. F. Grignon
- Géo Gyaniny
- André Hellé
- Joseph Hémard
- Albert Jarach
- Job
- Leó Kóber
- André Loir
- Markous
- Aris Mertzanoff
- Jacques Nam
- Edward Okuń
- Georges d'Ostoya
- René Péan
- Mario Pezilla
- Rudolf Plaček
- Francisque Poulbot
- René Préjelan
- Armand Rapeño
- Karel Rélink (1880-1945)
- Henri de Renaucourt
- Georges-Antoine Rochegrosse
- Henri Rudaux
- Michel Samanos
- N. Schusler
- Georges Taboureau dit Sandy-Hook
- Alfredo Vaccari

#### Vignettes
- Jack Abeillé
- Bertin
- Eugène Cadel
- Carlõ
- Paul Carrey
- Émile Cohl (jeux)
- Jules Depaquit
- Rudolph Dirks
- Paul Dufau
- Abel Faivre
- Pierre Falké
- Ricardo Florès
- Louis Forton
- Lucien Haye
- Henriot
- Paul Adolphe Kauffmann
- Henri Lanos
- George MacManus (1884-1954)[11]
- Henri [?] Morin (mode)
- Bernard Naudin
- E. Nicolson
- O'Galop
- Benjamin Rabier
- Georges Vallée (1884-1960)
- Stan Van Offel